# Institut polytechnique de Grenoble
Ne doit pas être confondu avec École polytechnique de l'université Grenoble-Alpes.
Pour les articles homonymes, voir INP.
L'Institut National Polytechnique de Grenoble ou Grenoble INP, historiquement décliné INPG, est un groupe d'établissements d’enseignement supérieur et de recherche fondé à Grenoble en 1900. Les écoles de Grenoble INP font partie des 204 écoles d'ingénieurs françaises accréditées au 1er septembre 2020 à délivrer un diplôme d'ingénieur.
Depuis le 1er janvier 2020, Grenoble INP est un établissement composante de l'Université Grenoble Alpes auquel s'applique le statut de grand établissement.
Le Groupe INP (Institut National Polytechnique) est un ensemble d'établissements publics à caractère scientifique, culturel et professionnel (EPSCP). Le groupe est constitué de cinq INP régionaux : Grenoble INP, Lorraine INP et Toulouse INP (membres fondateurs), rejoints par Bordeaux INP et Clermont Auvergne INP. Les trois établissements fondateurs avaient acquis un statut d'Université en 1970 à la suite des démarches entreprises par leurs présidents, dont Louis Néel (prix Nobel) pour celui de Grenoble.
L'établissement est membre fondateur des deux pôles de compétitivité mondiaux Minalogic et Tenerrdis, ainsi que de l'alliance GIANT, un regroupement de huit institutions situé sur la presqu'île scientifique de Grenoble, initié par l’ancien président Louis Néel. Il participe aussi au réseau des universités européennes de science et de technologie, créé en 1985 par un autre ancien président, Daniel Bloch.

## Présentation générale

### Historique
Les formations d’ingénieurs à Grenoble remontent à la fin du XIXe siècle, lorsque Paul Janet inaugure le 12 janvier 1893 un cours d’électricité industrielle afin de répondre à la demande des industriels dauphinois,. Mais il doit quitter Grenoble à l'automne 1894. Son successeur, Joseph Pionchon, pense dès l'année 1899 que « S'il est une ville où l'enseignement supérieur, technique et pratique de l'électricité industrielle doit trouver tout naturellement place à côté des autres enseignements universitaires, c'est assurément la ville de Grenoble... où, par suite de l'abondance des puissances motrices hydrauliques, des installations électriques de tout genre se sont multipliées et continuent à se développer plus que partout ailleurs, la ville de Grenoble est en effet en matière d'électricité industrielle, un centre d'information et d'études pratiques de premier ordre ». Son idée est reprise lors du discours de la séance solennelle de la rentrée universitaire du 3 novembre 1899. Le 1er avril suivant, le président du conseil de l'université, Émile Boirac, lance un appel pour la création d'une société qui réalise « l'union trop longtemps retardée en France du laboratoire et de l'usine ». Son vœu se réalise le 27 avril 1900 par la constitution de la société pour le développement de l'enseignement technique dont l'article 4 des statuts se donne pour objet « le développement de l'enseignement technique près de l'université de Grenoble ». Le financement s'effectue à parts égales entre industriels, université, ministère et municipalité.

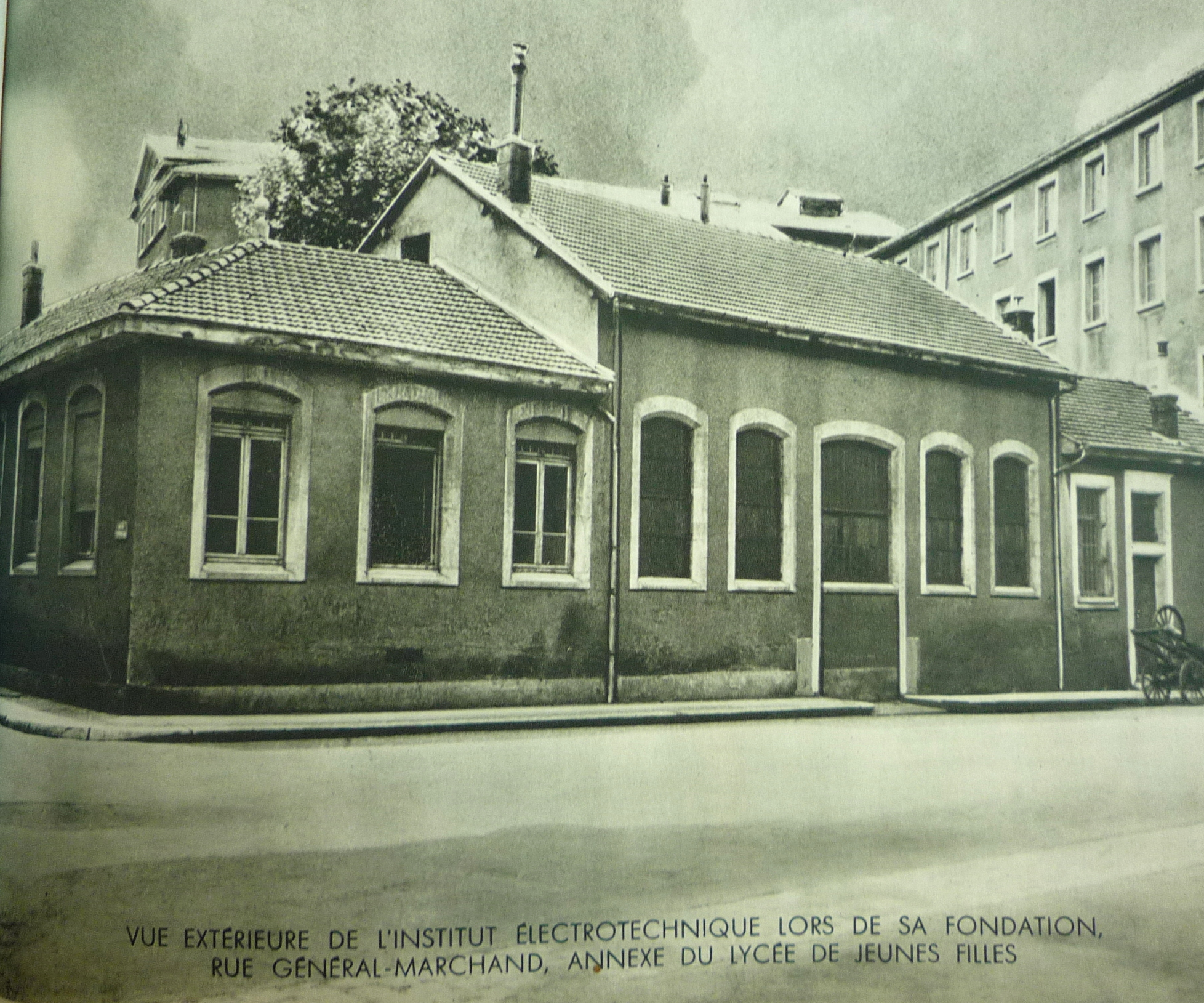
Institut électrotechnique en 1901.

À cette époque, l’usage industriel de l’électricité est mature, et il y a un grand besoin d’ingénieurs spécialistes de cette discipline, hautement stratégique dans le contexte économico-industriel de l’époque. L'utilisation de la houille blanche est alors en plein développement avec des industriels comme Aristide Bergès et son avenir semble prometteur.
Ce nouvel enseignement, qui a beaucoup de succès, d’abord soutenu par la ville de Grenoble, va déboucher sur l'inauguration de l’Institut électrotechnique de Grenoble le 11 mars 1901, grâce aux fonds de l'université de lettres et de droit et non à ceux de l'université des sciences. Installé rue général Marchand dans une annexe du lycée de filles, il accueille 11 élèves pour sa première promotion et son fondateur, Joseph Pionchon (1859-1938), en devient le premier directeur. La séance d'inauguration a lieu dans l'amphithéâtre voisin de la Faculté des lettres en présence du maire Stéphane Jay, du préfet Christian Nanot, du sénateur Édouard Rey, du recteur d'Académie et président du conseil de l'université Émile Boirac, du directeur de l'École supérieure d'électricité Paul Janet, du directeur de l’enseignement supérieur au ministère de l’Instruction publique Louis Liard, du doyen de la Faculté des sciences Jean Collet, du président de la chambre de commerce Casimir Brenier et du président de la société pour le développement de l'enseignement technique Henri de Renéville. L'année 1901 voit également la création à Grenoble du syndicat des forces hydrauliques, puis l'année suivante, la ville accueille en septembre le premier congrès de la houille blanche.
Mais l'institut semble être à l'étroit dans ses locaux malgré deux agrandissements réalisés en 1904 et 1905. Au cours de cette année scolaire, outre des auditeurs bénévoles, 25 étudiants sont immatriculés à l'université afin de suivre cet enseignement technique. Les chiffres s'envolent avec 52 étudiants en 1905-1906, 98 en 1906-1907, 145 en 1907-1908 et 208 en 1908-1909. Il devient urgent de réfléchir à de plus vastes locaux d'autant qu'en 1905 un bureau de contrôles et d'essais industriels est intégré à l'institut pour délivrer des certificats d'essai des compteurs électriques et qu'en 1907, une maîtrise de conférences d'électrométallurgie est créée, qui sera à l'origine du futur Institut d'électrochimie et d'électrométallurgie ouvert en 1921. En 1906, alors que l'électricien Louis Barbillon est directeur depuis deux ans, un cours d'hydraulique est créé qui va être à l'origine de l'École des ingénieurs hydrauliciens ouverte en 1928. Mais avec ces nouvelles disciplines, l'institut électrotechnique manque de place et doit négocier longuement avec la ville de Grenoble entre 1906 et 1908 afin de reprendre l'ancienne usine d'éclairage et de force motrice de la ville de la rue Diderot. Il possède alors à partir de 1908 une usine d'application rue Diderot où il installe son laboratoire d'électrométallurgie et d'hydraulique. L'usine comprenant deux batteries de chaudière d'une puissance totale de 700 HP (Horsepower, une unité anglo-saxonne de mesure de puissance assez semblable au cheval-vapeur), quatre groupes électrogènes de 150 HP chacun et deux turbines hydrauliques de 100 HP chacune grâce à la présence du canal Fontenay relié au Drac. Toutes les sources sont commandées d'un tableau central. L'institut possède aussi une station d'essais électrochimique qui reçoit du courant à 5 000 volts.

#### Nouveau site

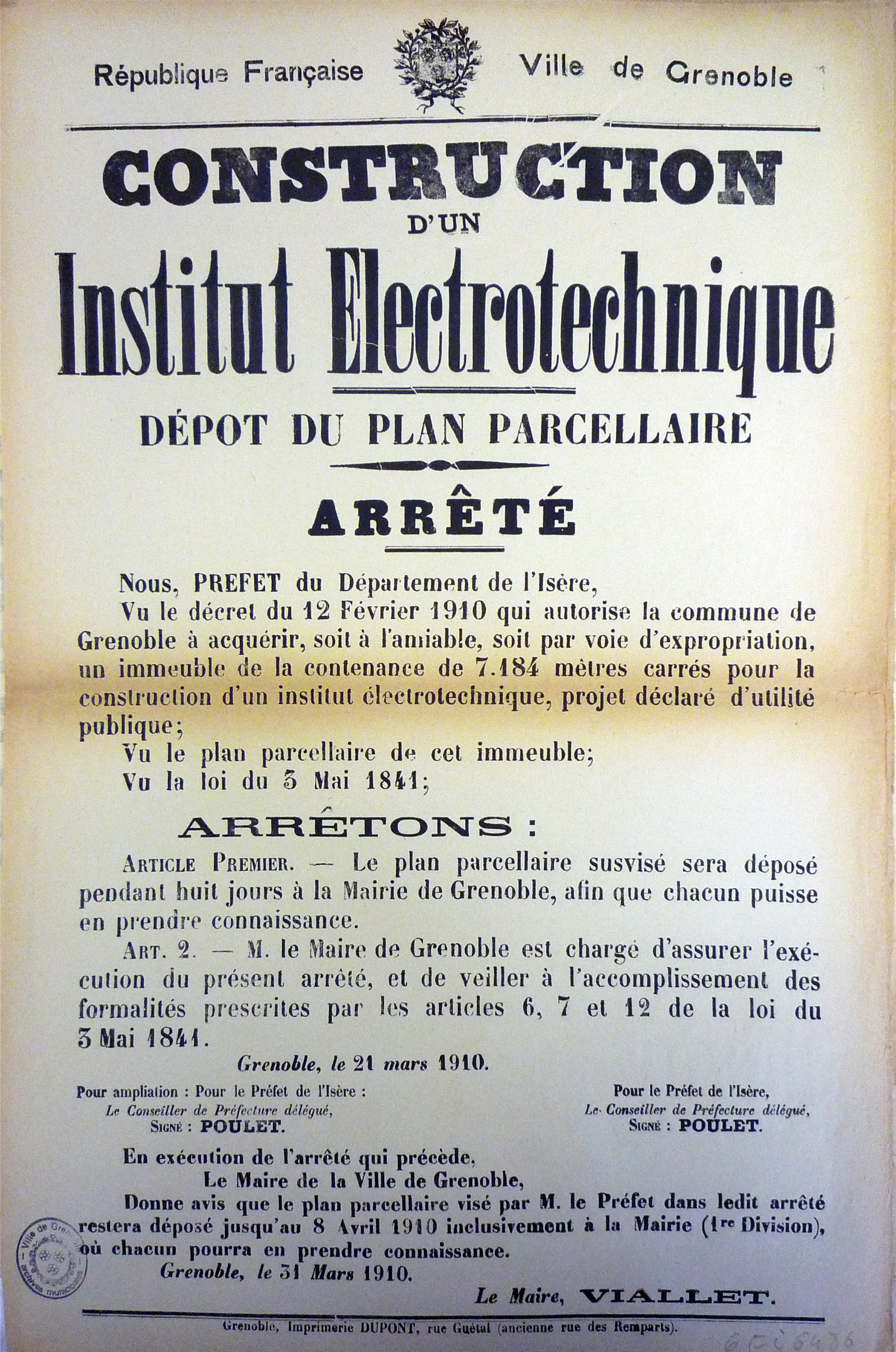
Lancement du nouvel Institut électrotechnique en mars 1910.

Illustrant les relations privilégiées existant entre milieu industriel et universitaire, l'industriel Casimir Brenier, président de la chambre de commerce et d'industrie de Grenoble fait un premier don le 31 mai 1907 à la ville d'un terrain de 5 160 m2 situé en bordure de l'avenue de la gare afin d'y transférer l'institut. Le don est accepté par le conseil municipal de Charles Rivail le 13 juin 1907.
Quatre mois plus tard, l'Union des Fabricants de Papier décide lors de son congrès annuel du 11 septembre à Tours de la création d'une école de papeterie et choisissent Grenoble comme lieu d'implantation. L'École française de papeterie ouvre ses portes le 27 octobre 1907 dans des locaux provisoires qui feront l'objet d'un deuxième don fait par Casimir Brenier le 26 octobre 1908 à charge de s'entendre avec l'université pour construire les nouveaux locaux de l'institut électrotechnique. Il est constitué d'un terrain de 2 024 m2 contenant un vaste hall ainsi que la propre maison de l'industriel qui en conserve la jouissance jusqu'à sa mort.
Pour répondre aux besoins, et s'adapter aux techniques nouvelles, la municipalité de Félix Viallet entreprend en novembre 1909 la construction des nouveaux locaux sur l'avenue portant aujourd'hui son nom, regroupant ainsi sous un même toit l'ensemble des enseignements techniques de la faculté des Sciences, comme les cours d'électrochimie, d'électrométallurgie et d'hydraulique, ainsi que l'École française de papeterie. Malheureusement Félix Viallet ne voit pas son œuvre, il meurt au cours d'une réunion publique le 17 avril 1910. Le mois suivant, son successeur, Nestor Cornier, attribue à l'avenue de la Gare le nom de Félix Viallet. Un sort identique attend le donateur Casimir Brenier qui décède le 28 octobre 1911 à l'âge de 79 ans. La rue Championnet longeant le chantier de l'institut est renommée de son nom le 8 décembre 1916.
L'extension des activités enseignées se traduit en 1913, par l'adoption officielle du nom de l'Institut polytechnique de l'université de Grenoble, mais l'activité principale reste toutefois l'enseignement concernant l'hydraulique afin de satisfaire l'industrie locale. Ouvert peu avant la Première Guerre mondiale, l'institut est réquisitionné comme hôpital militaire et tourne au ralenti, mais après la guerre, il compte de 700 à 800 élèves. Dans l'entre-deux-guerres, l'établissement se développe par la création d'instituts spécialisés comme celui de l'Institut d'électrochimie et d'électrométallurgie en 1921 grâce à l'action du chimiste Georges Flusin. Début 1924, un évènement majeur se prépare à Grenoble dans lequel l'institut polytechnique tient particulièrement à montrer son savoir-faire. L'exposition internationale de la houille blanche qui ouvre ses portes le 21 mai 1925 dans le parc Paul-Mistral pour une durée de cinq mois est l'occasion pour l'institut de tenir un stand dans le grand palais de la houille blanche où un vrai laboratoire permet l'essai de tous les appareils industriels de mesures électriques à courant alternatif. L'ensemble de l'exposition atteint la barre du million de visiteurs deux jours avant sa fermeture le 25 octobre.

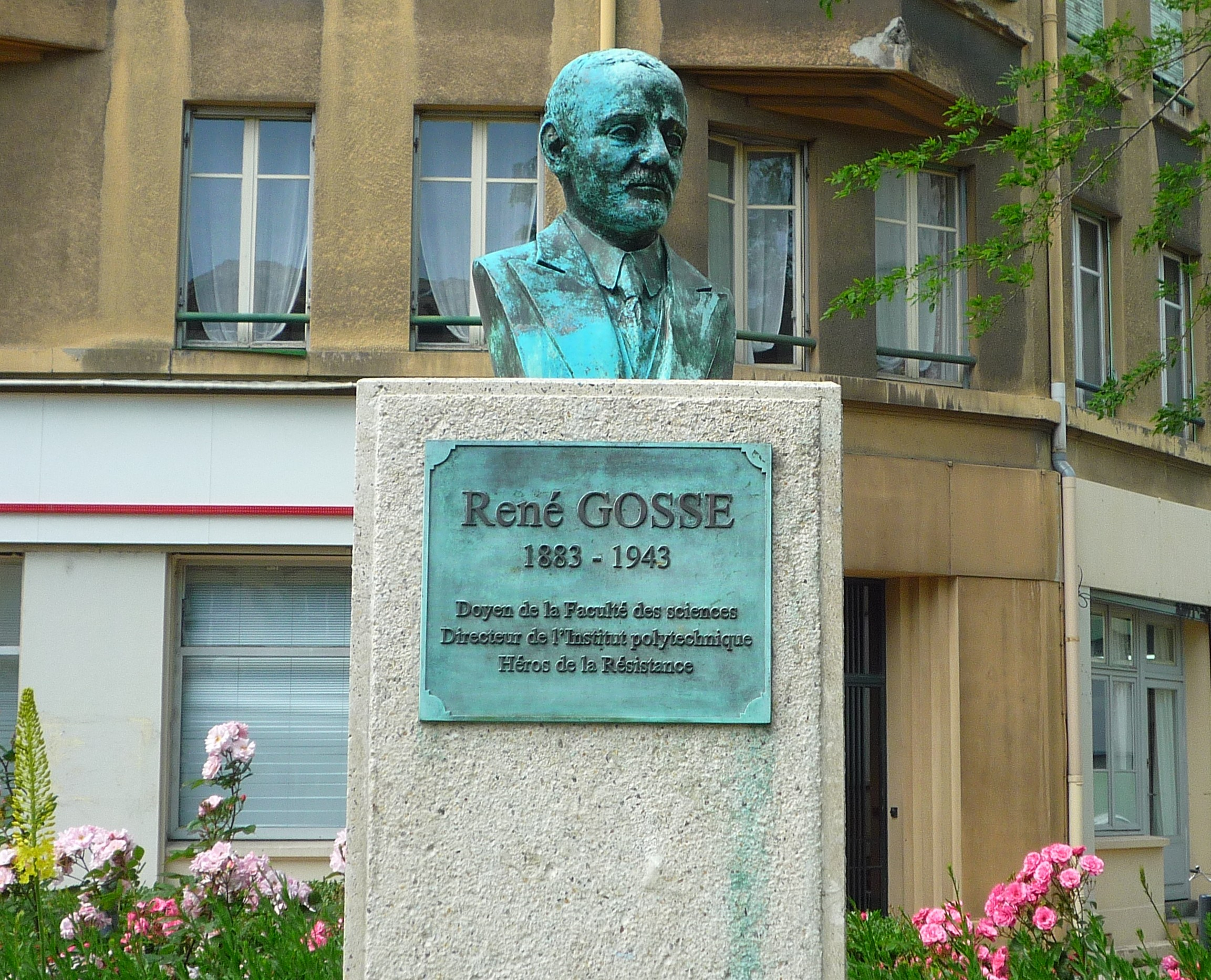
Buste de René Gosse sur la place du même nom.

Durant la seconde Guerre mondiale, Grenoble reste en zone libre jusqu'en novembre 1942 puis subit une occupation militaire italienne relativement souple jusqu'en septembre 1943. Cet état de fait pousse de nombreux réfugiés scientifiques et universitaires à s'installer dès 1940 à Grenoble, et parmi eux un certain Louis Néel. L'institut est cependant touché par un drame durant l'occupation allemande. Son ancien directeur, René Gosse - limogé en 1940 de sa fonction de directeur de l'lnstitut, mais également de celle de doyen de la faculté des sciences et chassé du Conseil municipal de Grenoble, où il est remplacé par Louis Barbillon - est assassiné par la Milice au même moment que son fils Jean. Cette période troublée permet toutefois l'apparition d'une nouvelle section en décembre 1942 lorsque le successeur de Gosse, Félix Esclangon, nommé par Vichy au lieu et place de René Gosse, crée une formation en radioélectricité. Le 5 décembre 1944, moins de quatre mois après la libération de la ville, la place Pasteur formée entre l'IPG, l'Institut Fourrier et la basilique du Sacré-Cœur est renommée place doyen Gossequi avait été rétabli, à titre posthume, dans ses fonctions de directeur de l'Institut.
En 1946, l'Institut d'électrochimie et d'électrométallurgie créé vingt-cinq ans auparavant pour favoriser l'essor des applications de l'électricité en chimie et métallurgie devient l’École nationale supérieure d'électrochimie et d'électrométallurgie de Grenoble. Le 16 juillet 1948, la rue général Motte qui borde l'institut est rebaptisée rue Barbillon en hommage à l'ancien directeur décédé trois ans auparavant. En 1948, la section radioélectricité de l'institut ouverte depuis 1942 devient une école nationale supérieure d'ingénieurs délivrant le diplôme d'ingénieur radioélectricien, future École d'ingénieurs électroniciens de Grenoble en 1957. En juillet 1950, se déroulent les festivités du cinquantième anniversaire de l'institut polytechnique.

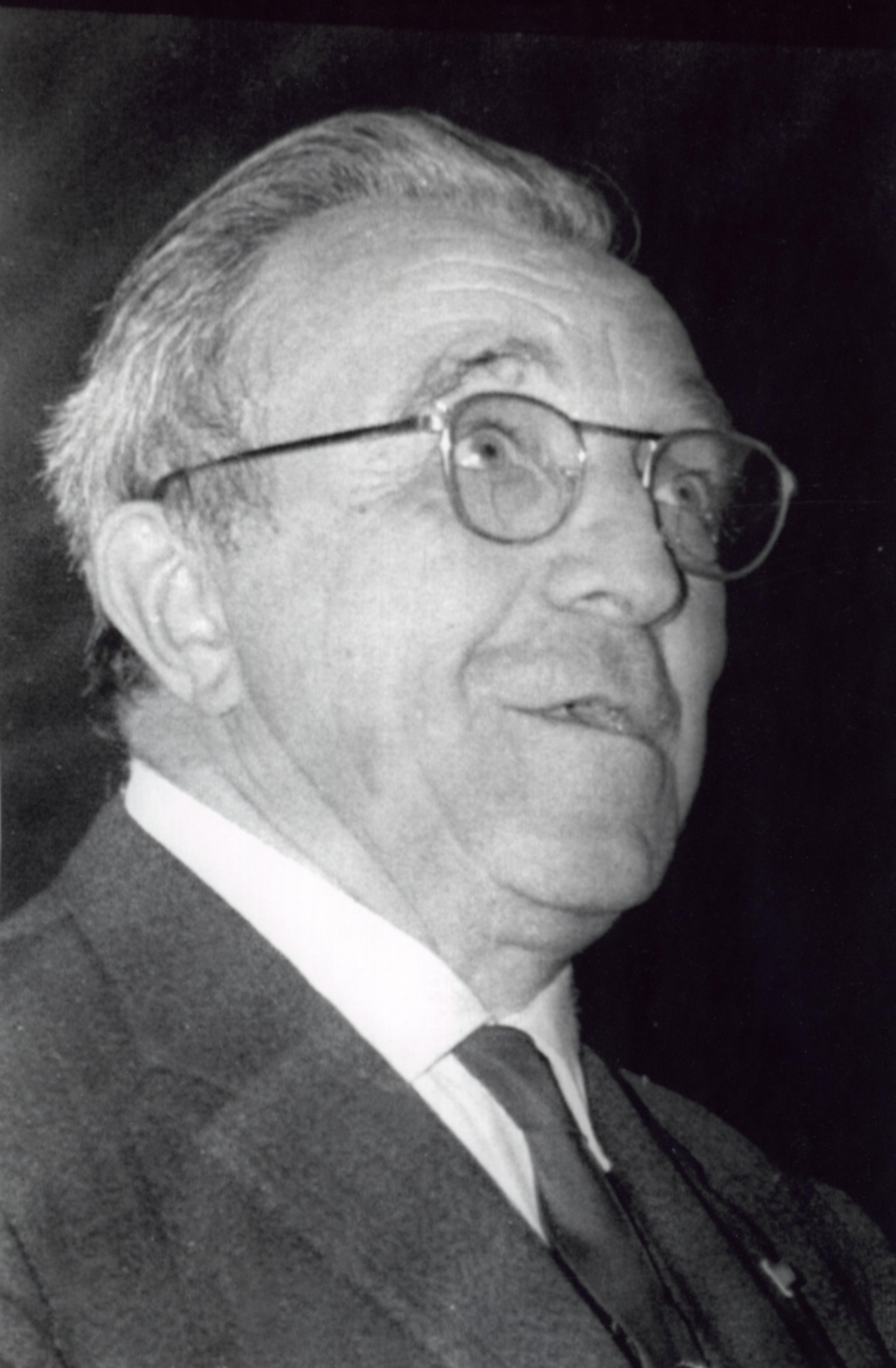
Louis Néel.

En 1954,  Louis Néel, en est nommé Directeur de l'Institut à la suite du départ de Félix Esclangon en Sorbonne. Il est nommé simultanément  Directeur de l'Ecole française de papèterie. Cette même année, le professeur Jean Kuntzmann, sollicité dès 1945 par Félix Esclangon afin d'établir un enseignement de mathématiques à l’usage des ingénieurs, créé le premier laboratoire de calcul. Ce laboratoire recevra d'abord une machine analogique, puis accueillera en 1957 le Gamma E.T. (Extension Tambour, un tambour magnétique de 8192 mots de 48 bits) de la Compagnie des Machines Bull, le premier calculateur numérique de l'université française (avec l'IBM 650 installé à Toulouse la même année). Il sera inauguré en janvier 1958 par Gaston Berger, directeur de l'Enseignement supérieur en France.
Le 27 janvier 1956, le directeur de l'institut, Louis Néel est officiellement désigné comme directeur du futur centre d'études nucléaire dont les travaux débutent au mois de juillet sur les anciens terrains militaire de la presqu'île. Le choix de la ville ayant été décidé durant l'été 1955 par le CEA. Précédemment, un enseignement de spécialisation d'une année en génie atomique avait été  créé à l'Institut polytechnique dès la rentrée 1955 par Louis Néel qui en confie la direction à Michel Soutif.
En 1969, à la suite de la loi Faure sur la nouvelle organisation des universités françaises, trois instituts nationaux polytechniques sont créés en France, à Grenoble, en Lorraine et à Toulouse. Ces instituts sont des établissements publics à caractère scientifique, culturel et professionnel (EPSCP) assimilés à des universités.
En 1967 avait été créée au sein de l’Institut polytechnique de Grenoble (IP-G), à l'initiative de Daniel Bloch, qui sera plus tard président (1981 - 1987) de l'Institut, une nouvelle formation d’ingénieurs, en génie physique. Elle est intégrée en 1970 dans l’École nationale supérieure d’ingénieurs- électriciens (ENS-IEG), une des écoles de l’Institut polytechnique de Grenoble, alors devenu « national » (INP-G). Elle sera elle-même transformé ultérieurement en Ecole nationale supérieure d'ingénieurs physiciens. En 1987 avait été décidée la création d'une nouvelle école, ce sera l'Ecole nationale supérieure de génie industriel. La croissance des effectifs formés tant au niveau local qu’au niveau national constitue une préoccupation essentielle sur cette période, en même temps qu’apparaît la nécessité d’implanter, au sein même de ces écoles d’ingénieur, des activités de recherche de qualité reconnue au niveau international. Sur la période 1981- 1987, l’INP-G voit le nombre annuel de ses ingénieurs diplômés croître de 50 % et celui de ses chercheurs doubler. L'INP développe alors des plates-formes technologiques d'importance nationale en productique (AIP), en hydraulique (CREMHYG et CEPHRYG). On notera aussi l’introduction en France, à partir de l’INP-G, des écoles doctorales mais aussi le développement de nouveaux champs pour la recherche, notamment en intelligence artificielle, autour de l'Institut de l machine intelligente (IMI) et la mise en place d'un réseau l'associant aux principales universités technologiques européennes. En 1981, alors que la fabrication de circuits intégrés est un domaine en plein essor, l'INPG et l'université Joseph-Fourier s'associent pour créer, au sein de l'INPG, le Centre interuniversitaire de microélectronique (CIME)  permettant d’offrir aux élèves ingénieurs et aux étudiants une formation pratique. Le centre ouvrira dans les décennies suivantes de nouvelles plateformes comme celle du Nanomonde en 2004.
En 1971, plusieurs dizaines d'ingénieurs de l'Institut polytechnique de Grenoble, avaient développés  le site grenoblois de la Télémécanique et ses 300 salariés, l'obligeant à ouvrir en 1971 une seconde usine à Échirolles, employant cette fois 800 personnes, pour la conception matérielle et logicielle, l'intégration et la maintenance des ordinateurs, tandis que la filière électronique locale est dopée par une grande fusion, entre l'usine grenobloise de la Compagnie des signaux sans-fil (CSF) avec celle de Thomson, pour fonder la Sescosem, qui décroche des contrats avec IBM et Texas Instruments. Dans les années qui suivent, l'émergence du mini-ordinateur va faire émerger les projets d'informatique distribuée, gourmande en composantes électroniques, au sein de la Compagnie internationale pour l'informatique et chez DEC, suivis ensuite par IBM, et l'État a décidé d'allouer 120 millions de francs aux producteurs français de composants, le double de ce qui était perçu par la Sescosem.
L'INPG comportait aussi un service de formation continue et un important Centre universitaire d'éducation et de formation d'adultes (CUEFA) installé sur le domaine universitaire, héritier de la première filière de la promotion supérieure du travail.

#### Statut de grand établissement

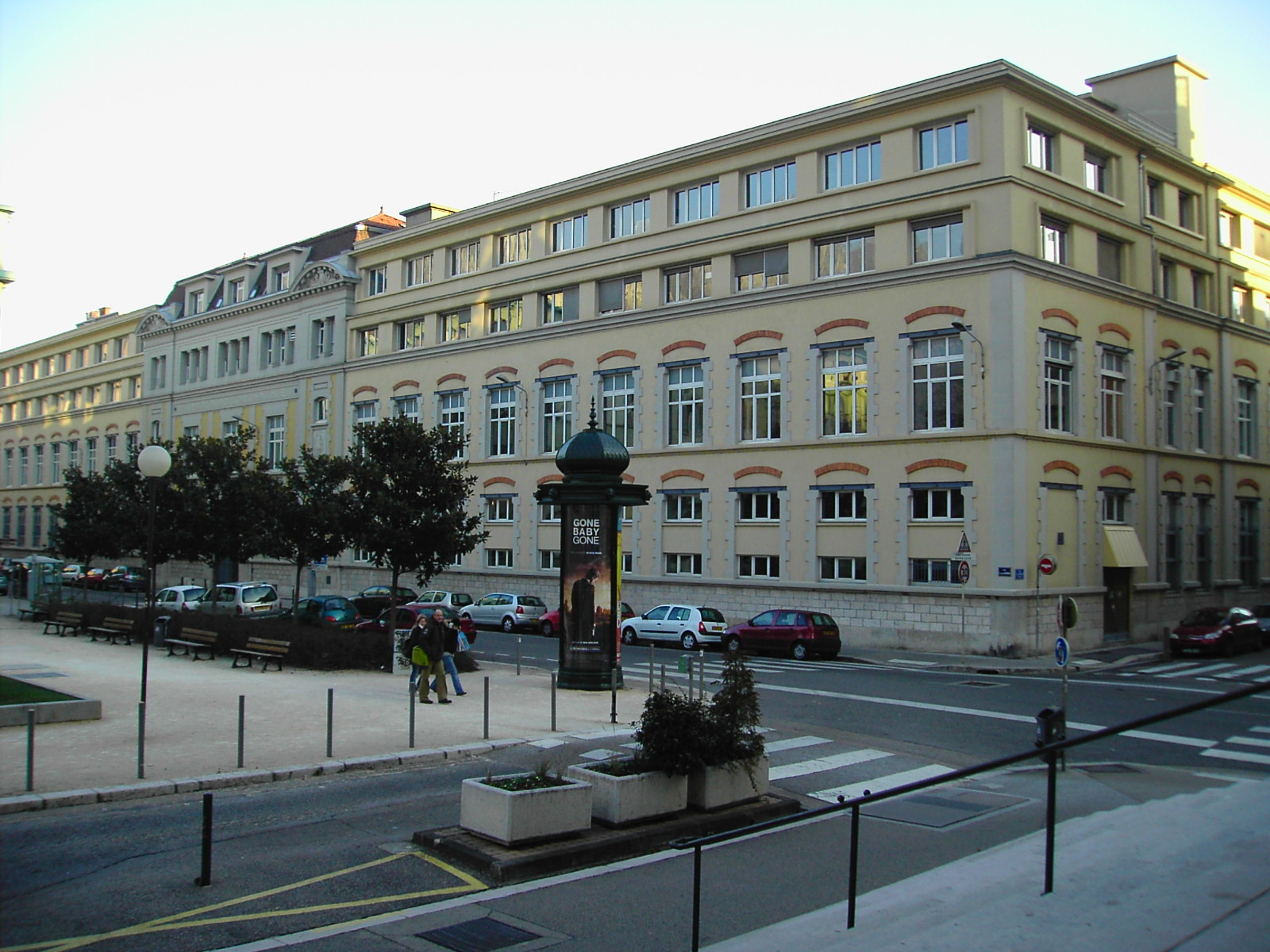
Site historique de Grenoble-Viallet.

Le 8 mars 2007, les statuts évoluent et l’institut devient par décret un grand établissement, lui permettant ainsi de modifier sa gouvernance. Son appellation redevient Institut polytechnique de Grenoble ou Grenoble INP. Les écoles étaient alors l'École nationale supérieure d'électrochimie et d'électrométallurgie de Grenoble (ENSEEG), l'École nationale supérieure d'informatique et de mathématiques appliquées de Grenoble (Ensimag), l'École nationale supérieure d'électronique et de radioélectricité de Grenoble (ENSERG), l'École française de papeterie et des industries graphiques (Pagora), l'École nationale supérieure de physique de Grenoble (ENSPG), l'École nationale supérieure d'ingénieurs électriciens de Grenoble (ENSIEG), l'École nationale supérieure en systèmes avancés et réseaux (Esisar), l'École nationale supérieure de génie industriel (ENSGI), l'École nationale supérieure d'hydraulique et de mécanique de Grenoble (ENSHMG).
Cette même année, certaines écoles sont fusionnées ou renommées pour aboutir à six écoles (voir section Formation).

#### Alliance GIANT et fondation partenariale

Logo de Giant.

En 2008, l'institut polytechnique et sept autres institutions basées sur le polygone scientifique deviennent les membres fondateurs de l'alliance baptisée GIANT, acronyme de Grenoble Innovation for Advanced New Technologies[source insuffisante]. Outre l'institut polytechnique, cette alliance qui vise à relever le défi de l'utilisation des énergies renouvelables est constituée de Grenoble École de management, l'université Joseph-Fourier, du CNRS, du CEA Grenoble, de l'European Synchrotron Radiation Facility, du Laboratoire européen de biologie moléculaire et de l'Institut Laue-Langevin. En 2014, l'alliance GIANT a généré près de 5 000 publications scientifiques et dépose 550 brevets .
En juillet 2010, l'institut et cinq autres membres se dotent de la fondation partenariale Grenoble INP visant à développer le modèle grenoblois reliant formation, recherche et innovation[source secondaire souhaitée]. En mars 2014, alors que l'institut signe un partenariat avec EDF destiné à l'étude du comportement des structures du génie civil, Grenoble INP lance en novembre de cette même année un vaste programme immobilier de 21 000 m2 de constructions sur le domaine universitaire de Grenoble à Saint-Martin-d'Hères, afin de créer trois pôles d'excellence: le pôle innovation, logiciel et systèmes intelligents, le pole environnement et développement durable et le pole biologie environnementale et systémique.
En septembre 2015, l'école nationale supérieure de l'énergie, l'eau et l'environnement intègre les nouveaux locaux de type "bâtiment intelligent" du GreEn-ER sur la presqu'île scientifique. Le même mois, la fondation Grenoble INP associée à Schneider Electric lance une chaire universitaire consacrée à la plastronique, science faisant converger électronique et plasturgie. Trois mois plus tard, cette fondation, initialement prévue pour cinq ans, est reconduite pour une durée de vingt ans et créé deux autres chaires dénommées Éthique & robotique et Confiances dans les systèmes. La même année, un rapport du Haut conseil de l'évaluation de la recherche et de l'enseignement supérieur estime le patrimoine immobilier de l'institut à environ 150 000 m2.
En avril 2017, l'institut lance une formation en ligne ouverte à tous portant sur les réseaux électriques intelligents. Cette formation s'adresse à un large public qui doit toutefois être « doté d'une culture scientifique et technique élémentaire » se destinant donc davantage à des techniciens, ingénieurs et titulaires de diplômes du supérieur.
Les soirées annuelles de fin d'année de la fondation peuvent voir la présence de personnalités comme en 2017 où Claudie Haigneré, conseillère auprès de l'Agence spatiale européenne vient présenter aux étudiants le projet de village lunaire prévu à l'horizon 2030.

### Conseil des transitions
Débutant au lors de l'année scolaire 2023-2024, le conseil des transition est une instance ayant pour but d'émettre des recommandations sur les thématiques de transitions socio-écologiques au conseil d'administration.
Il s'inspire de la convention citoyenne pour le climat de la métropole grenobloise. 30 membres sont tirés au sort parmi les élèves, les administratifs, les enseignants-chercheurs et les représentants des partenaires de Grenoble-INP constituent ce conseil. L'objectif de cette démarche est de former les ingénieurs de demain plus sensibles aux thématiques DD&RS en s'aidant de la diversité des parcours et des points de vue des membres. Des rencontres avec des experts scientifiques, des experts métier et des personnels concernés par des recommandations sont incluses dans le programme.

### Historique des présidents
De 1901 à 1969, l'INPG était un institut de la faculté des sciences, et avait un directeur. Louis Néel est devenu président au changement de statut en 1970.
| Directeur / Président / Administrateur Général | Années       |
| ---------------------------------------------- | ------------ |
| Joseph Pionchon                                | 1901-1904    |
| Louis Barbillion                               | 1904-1928    |
| René Gosse                                     | 1928-1940    |
| Félix Esclangon                                | 1940-1951    |
| Louis Néel (Prix Nobel de physique)            | 1951-1975    |
| Philippe Traynard                              | 1976-1981    |
| Daniel Bloch                                   | 1981-1986    |
| Georges Lespinard                              | 1987-1992    |
| Maurice Renaud                                 | 1992-1997    |
| Yves Brunet                                    | 1997-2002    |
| Paul Jacquet                                   | 2002-2012    |
| Brigitte Plateau                               | 2012-2017    |
| Pierre Benech                                  | 2017-2024    |
| Vivien Quéma                                   | 2024-présent |

Depuis 2008, à la suite d'un changement de statut, le poste de président est remplacé par celui d'administrateur général. Paul Jacquet a tenu ce poste de 2008 à 2012 et Brigitte Plateau de 2012 à 2017. Le 21 novembre 2017, Pierre Benech est nommé administrateur général de Grenoble INP par l'assemblée plénière de l'institut jusqu'en février 2024, Vivien Quéma est élu nouvel administrateur Général de Grenoble INP le 15 février 2024.

## Formation
Depuis la rentrée 2020, l’Institut polytechnique de Grenoble comprend deux nouvelles écoles (Grenoble INP - Polytech et Grenoble IAE) qui viennent s'ajouter aux six autres créées lors de la restructuration de 2008. Toutes ces écoles se situent à Grenoble ou sur le campus de Saint-Martin-d'Hères, à l'exception de l'Esisar, située à Valence dans la Drôme.
- l’École nationale supérieure de l'énergie, l'eau et l'environnement (Grenoble INP - Ense3) ;
- l’École nationale supérieure d'informatique et de mathématiques appliquées (Grenoble INP - Ensimag) ;
- l’École nationale supérieure en systèmes avancés et réseaux (Grenoble INP - Esisar) ;
- l’École nationale supérieure de génie industriel (Grenoble INP - Génie industriel) ;
- l’École internationale du papier, de la communication imprimée et des biomatériaux (Grenoble INP - Pagora) ;
- l’École nationale supérieure de physique, électronique, matériaux (Grenoble INP - Phelma) ;
- l'École polytechnique universitaire de l'Institut Polytechnique de Grenoble (Grenoble INP - Polytech);
- l'Institut d'administration des entreprises de Grenoble (Grenoble IAE).

Le groupe Grenoble INP recrute la grande majorité de ses élèves ingénieurs à partir des concours communs polytechniques. Le ministère de l'enseignement supérieur et de la recherche avait mis en place, en 1992, – en collaboration avec l'Institut national polytechnique de Lorraine et l'Institut national polytechnique de Toulouse – un cycle préparatoire polytechnique, en même temps que de cycles préparatoires à d'autres écoles d'ingénieurs;  L'ESISAR recrute aussi directement  des lycéens de terminale dans sa classe préparatoire intégrée.
Jusqu'en 2019, le groupe Grenoble INP compte 5 500 étudiants et délivre près de 1 200 diplômes d'ingénieurs par an, ce qui en fait l'un des principaux pôle français de formation d'ingénieur. Près de 200 thèses de doctorat sont également soutenues chaque année. Par ailleurs, Grenoble INP détient le plus fort pourcentage d'enseignants-chercheurs travaillant sur l'énergie (38 %) et assure le plus grand nombre de publications consacrées à l'énergie au sein de revues scientifiques. Avec 607 publications liées à l'énergie en 2012, l'INP rassemble plus d'articles que ses trois poursuivants réunis. Le groupe Grenoble INP pilote ainsi depuis 2012 le pôle mondial lié à l'énergie et à son stockage, GreEn-ER, installé sur le polygone scientifique. À partir de 2020 et l'intégration des deux nouvelles écoles, Polytech et IAE, le groupe compte environ 9 000 étudiants.

## Formation continue
Le département formation continue de Grenoble INP permet à toute personne désireuse de se former au cours de sa carrière professionnelle d'accéder à de nombreuses formations, courtes ou diplômantes,. Les formations sont assurées par les enseignants-chercheurs des six écoles de Grenoble INP et des formateurs experts, qui utilisent les plateformes technologiques et pédagogiques de haut niveau.
Le département formation continue de Grenoble INP propose deux types de formations, en premier lieu des stages courts, d'un à cinq jours, sur catalogue ou sur mesure, permettant d'acquérir une compétence spécifique, mais également des formations diplômantes, d'un à trois ans, durant lesquelles le candidat prépare un diplôme reconnu par la commission des titres d'ingénieur, inscrit au répertoire national des certifications professionnelles ou encore un diplôme d'établissement. Ces formations peuvent s’envisager pour un passage cadre, une adaptation de son profil aux orientations de l'entreprise, ou encore dans le cadre d’une reconversion visant à améliorer son employabilité. Des systèmes de validation (des acquis, de l'expérience ou des études supérieures) sont également proposés.

## Classements académiques
Grenoble INP est régulièrement classée parmi les meilleures écoles d'ingénieurs en France. En 2014, selon le classement international QS World University Rankings, le groupe se place entre la 51e et la 100e meilleure université mondiale dans le domaine des Sciences des matériaux. Les palmarès 2013, 2014 et 2015 de L'Usine nouvelle placent Grenoble INP au deuxième rang des meilleures écoles d'ingénieurs, derrière l'École Polytechnique. Le groupe est aussi plébiscité pour sa recherche et son innovation, et figure en tête du classement des écoles d'ingénieurs les plus innovantes selon le classement 2014 d'Industrie et Technologies. En 2014, Le Monde classe le groupe Grenoble INP à la première place des écoles d'ingénieurs françaises les plus innovantes alors que l'année suivante ce même classement le place en seconde position. Il faut toutefois rappeler que Grenoble INP n'est pas une école d'ingénieur mais un groupe. En 2016, les groupes d'instituts polytechniques, n'ayant pas voulu fournir de données à L'Usine nouvelle, ne figurent pas dans le classement.
De son côté, le classement de Shanghai cite l'établissement dans dix-huit disciplines pour l'année 2018, lui attribuant entre autres dans la catégorie Télédétection une 12e place mondiale et dans la catégorie Génie électrique et électronique la 43e place. En 2019, l'établissement rentre pour la première fois dans le classement global en apparaissant dans la tranche 601-700 portant entre autres la 47e place mondiale dans la catégorie Génie électrique et électronique.

## Nanotech
Cette section ne s'appuie pas, ou pas assez, sur des sources secondaires ou tertiaires indépendantes du sujet. Le texte peut contenir des analyses inexactes ou inédites de sources primaires.
Pour l'améliorer, ajoutez-en, ou placez des modèles {{Source secondaire souhaitée}} ou {{Source secondaire nécessaire}} sur les passages mal sourcés. (décembre 2022)
Nanotech est une formation ouverte en septembre 2004 en collaboration entre le groupe Grenoble INP et deux autres écoles : le Politecnico di Torino et l'École polytechnique fédérale de Lausanne. La formation donnée en anglais porte sur la micro-électronique les micro-techniques et les nanotechnologies.
Le cursus suivi par les élèves recrutés parmi les universités participantes s'étale successivement au sein des trois établissements : le premier semestre à Turin, le deuxième à Grenoble, le troisième à Lausanne et enfin le dernier semestre consiste en un projet de fin d'études.
Trois diplômes sont délivrés conjointement par les trois établissements : le diplôme d’ingénieur du groupe Grenoble INP, spécialité micro et nanotechnologies pour les systèmes intégrés, la laurea specialistica micro e nanotecnologie per sistemi integrati et le master en micro et nanotechnologies pour les systèmes intégrés.

## Diplômés
Cette section ne s'appuie pas, ou pas assez, sur des sources secondaires ou tertiaires indépendantes du sujet. Le texte peut contenir des analyses inexactes ou inédites de sources primaires.
Pour l'améliorer, ajoutez-en, ou placez des modèles {{Source secondaire souhaitée}} ou {{Source secondaire nécessaire}} sur les passages mal sourcés. (décembre 2022)
L'association des diplômés des écoles de Grenoble INP est l'association Grenoble INP Alumni, anciennement appelée AINPG et historiquement « La Houille Blanche ». C'est une association loi de 1901 déclarée le 19 juin 1903. L'association regroupe environ 40 000 diplômés en activité.
Une autre association plus récente est née lors de l'année scolaire 1908-1909 lorsque l'École française de papeterie ouvre ses portes. Portant le nom de « Cellulose » en référence à la molécule constituant la paroi des cellules végétales comme le bois, elle s'officialise en déposant ses statuts le 15 juillet 1911 en préfecture de l'Isère et son premier président est l'industriel papetier Augustin Blanchet,.

## Enseignants célèbres
- Yves Bréchet
- Daniel Bloch
- Marie-Paule Cani
- Pierre Danel
- Guy Deniélou
- Félix Esclangon
- René Gosse
- Marcel Lesieur
- Louis Néel
- Catherine Picart
- Brigitte Plateau

## Évolution démographique
Évolution démographique de la population universitaire 

| 2006  | 2007  | 2008  | 2009  | 2010  | 2011  | 2012  | 2013  |
| ----- | ----- | ----- | ----- | ----- | ----- | ----- | ----- |
| 4 935 | 4 874 | 4 965 | 4 246 | 4 360 | 4 489 | 4 439 | 4 691 |

| 2014  | 2015  | 2016  | 2017  | 2018  | 2019  | 2020  | 2021  |
| ----- | ----- | ----- | ----- | ----- | ----- | ----- | ----- |
| 4 759 | 4 976 | 5 155 | 5 232 | 5 448 | 5 501 | 7 803 | 7 798 |

| 2022  | - | - | - | - | - | - | - |
| ----- | - | - | - | - | - | - | - |
| 7 646 | - | - | - | - | - | - | - |

## Anciens élèves
- Cyril Abiteboul, Ancien directeur général de Renault Sport, diplômé Phelma (ENSEEG).
- Aurélien Barrau, astrophysicien, spécialiste des trous noirs.

- Hervé Bernard, haut fonctionnaire français et administrateur général adjoint du CEA.
- Daniel Bloch, ancien Recteur, Directeur des enseignements supérieurs et Président de l'INPG et de l'Université Joseph Fourier de Grenoble
- Reinhard Brandl (en), homme politique allemand, diplômé Génie industriel (ex-ENSGI).
- Alain Colmerauer, initiateur du langage de programmation Prolog, diplômé Ensimag.
- Michel Cosnard, directeur général de l’Inria, diplômé Ensimag.
- Sigismond Damm (1905-1944), résistant français du réseau Alliance exécuté sommairement par les Allemands pendant la Seconde Guerre mondiale.
- Philippe Duhamel, PDG de Thales Raytheon Systems[62].
- Charles Elachi d'origine libanaise directeur du Jet Propulsion Laboratory (établissement de la NASA) de 2001 à 2016.
- Christophe Fabre (en), PDG d'Axway, diplômé Ensimag.
- Jean-Jacques Favier, spationaute, diplômé Phelma (ENSEEG).
- Loïk Le Floch-Prigent, ancien PDG de ELF, diplômé Ense3 (ex-ENSHMG).
- Patrick Flandrin, physicien français, membre de l'Académie des sciences, spécialiste du traitement du signal.
- Christophe Fouquet, président d'ASML.
- Claude France, directrice des opérations en France de Worldline.
- Hubert Girault, chimiste, professeur à l'École polytechnique fédérale de Lausanne, spécialiste en spectroscométrie de masse.
- Françoise Gri, PDG de Pierre et Vacances, ex-PDG IBM France, ex-PDG Manpower, diplômé Ensimag.
- Romain Heinrich, membre de l'équipe de France de bobsleigh, diplômé Génie industriel (ENSGI).
- Song Kai, directeur général de Huawei Technologies France, diplômé d'un master 2 spécialisé dans la logistique industrielle à Génie industriel (ENSGI).
- Jean-Claude Latombe (en), chercheur en robotique, auteur du livre Robot Motion Planning.
- Rémy Lemaire, physicien.
- Denis Machuel, directeur général du groupe Sodexo, diplômé Ensimag.
- Ludovic Le Moan, PDG de SIGFOX, diplômé Ensimag.
- José-Marie Louis, directeur général adjoint Moteurs d'Air France.
- Yves Meigné, PDG de Vinci Énergies, diplômé Ense3 (ex-IEG).
- Gil Michielin, président de Thales Optronique, diplômé Phelma (ENSERG).
- Marie-Louise Paris, fondatrice de l'École polytechnique féminine.
- Sami Rahal, PDG de Deloitte France[63].
- Daniel Philippe, président de Schneider Automation et président de l'UIMM Côte d'Azur.

- Catherine Picart, biophysicienne, chercheuse au Laboratoire des matériaux et du génie physique (LMGP).
- Éric Piolle, maire de Grenoble, ancien cadre dirigeant Hewlett-Packard France, diplômé Génie industriel (ENSGI).
- Alain Ponsot, directeur général de la R&D de Lacroix Electronics.
- Emad Sabouni, homme politique syrien.
- Joseph Sifakis, chercheur en informatique, premier lauréat français du prix Turing.
- Nobu Tamura, physicien à Berkeley, Californie, et paléoartiste célèbre pour ses représentation de dinosaures.
- Jocelyne Troccaz, chercheuse en informatique française, spécialisée dans l’imagerie et la robotique médicale pour la chirurgie assistée par ordinateur.
- Philippe Vallée, directeur général adjoint de Gemalto.
- Rachid Yazami, physicien inventeur de l'anode graphite pour les batteries lithium-ion.
- Minima Gesté, drag queen française connue pour son engagement au sein du Sidaction.
- Hélène Lœvenbruck (1968-), linguiste et chercheuse française.